# Centris longimana
Centris longimana är en biart som beskrevs av Fabricius 1804. Centris longimana ingår i släktet Centris och familjen långtungebin. Inga underarter finns listade.